# 헬륨-4
헬륨-4(He-4)는 안정한 헬륨의 동위 원소 중의 하나로, 두 개의 양성자와 두 개의 중성자를 갖고 있다. He-4 은 대기중에 28ppm이, He-3은 대기중에 0.01ppm이 있다.

## 같이 보기
- 대폭발 핵합성